# Delaware (Oklahoma)
Delaware is een plaats (town) in de Amerikaanse staat Oklahoma, en valt bestuurlijk gezien onder Nowata County.

## Demografie
Bij de volkstelling in 2000 werd het aantal inwoners vastgesteld op 456.
In 2006 is het aantal inwoners door het United States Census Bureau geschat op 468, een stijging van 12 (2,6%).

## Geografie
Volgens het United States Census Bureau beslaat de plaats een oppervlakte van
1,0 km², geheel bestaande uit land. Delaware ligt op ongeveer 239 m boven zeeniveau.

## Plaatsen in de nabije omgeving
De onderstaande figuur toont nabijgelegen plaatsen in een straal van 24 km rond Delaware.